# 郡家警察署
郡家警察署（こおげけいさつしょ）は、鳥取県警察が管轄する警察署のひとつである。

## 所在地
- 鳥取県八頭郡八頭町郡家120番地2

## 管轄区域
- 鳥取県八頭郡
  - 若桜町
  - 八頭町

## 沿革
- 2005年4月1日 鳥取市のうち河原町地区を智頭警察署へ移管。

## 内部組織
- 警務課
  - 警務係
  - 被害者支援係
- 会計課
  - 会計係
- 地域交通課
  - 地域係
  - 通信指令係
  - 交通係
- 生活安全刑事課
  - 生活安全係
  - 刑事係
  - 鑑識係
- 警備課
  - 警備係

## 駐在所
（）の中は所在地。

### 八頭町
- 殿駐在所（八頭郡八頭町郡家殿257-1）
  - 八頭郡八頭町のうち西御門、市谷、郡家殿、大門、花、郡家、米岡、国中、土師百井、石田百井、久能寺、池田、福本
- 稲荷駐在所（八頭郡八頭町稲荷182-5）
  - 八頭郡八頭町のうち大坪、延命寺、山上、上峰寺、山田、花原、山路、下峰寺、下坂、宮谷、奥田、稲荷、下門尾、門尾、井古、堀越、市場、上津黒、下津黒、覚王寺、別府、篠波、麻生、福地、野町、落岩、山志谷、明辺、姫路
- 船岡駐在所（八頭郡八頭町船岡385-11）
  - 八頭郡八頭町のうち船岡、下濃、坂田、破岩、塩上、船岡殿、水口、橋本、下野、大江、隼郡家、福井、上野、西谷、見槻中、見槻、志子部、隼福
- 南駐在所（八頭郡八頭町南5-6）
  - 八頭郡八頭町のうち北山、富枝、用呂、志谷、日田、稗谷、横地、妻鹿野、中、重枝、徳丸、南、島、横田、茂田、才代、東、皆原、岩淵、鍛冶屋、三山口、清徳、柿原、佐崎、奥野、茂谷、三浦、日下部、安井宿、新興寺、小別府

### 若桜町
- 若桜駐在所（八頭郡若桜町若桜201）
  - 八頭郡若桜町のうち若桜、三倉、屋堂羅、高野、来見野、諸鹿、赤松、香田、長砂、浅井、湯原、渕見、茗荷谷、つく米
- 岩屋堂駐在所（八頭郡若桜町岩屋堂69-8）
  - 八頭郡若桜町のうち大炊、岸野、糸白見、根安、須澄、岩屋堂、吉川、中原、大野、小船、落折